# Финстервальде (аэродром)

Аэродром Финстервальде (нем. Lausitzflugplatz Finsterwalde/Schacksdorf) — не действующий военный аэродром, расположенный вблизи одноименного города Финстервальде земли Бранденбург, Германия.

## История
Аэродром Финстервальде в период с 1915 до 1994 использовался как военный аэродром. В 1925 году аэродром был закрыт, полеты военной авиации были вновь возобновлены только в 1937 году.
Во время Великой Отечественной войны аэродром был местом базирования 1-й бомбардировочной эскадры «Гинденбург» на самолетах Junkers Ju 52. В феврале 1945 года на аэродроме базировались части Sturzkampfgeschwader 2 (2-я эскадра непосредственной поддержки войск «Иммельман», SG2 «Иммельман»), прикрывавшие от наступающих советских войск Берлин. После захвата аэродрома эскадра перелетала на другой аэродром и сдалась в 1945 году американцам в Чехословакии, перелетев на своих самолетах на американский аэродром после подписания капитуляции. При этом наземный персонал, двигавшийся в сторону американцев по земле, был атакован и уничтожен чешскими партизанами.
С 1945 года на аэродроме базировалась авиация ВВС СССР. Начиная с 1970-х годов аэродром стал использоваться гражданской авиацией. С 1993 года авиационные части ВВС России были выведены на территорию России. В 2009 году аэропорт был закрыт.
На аэродроме базировались:
- 6-й штурмовой авиационный Люблинский Краснознаменный корпус (с 20 февраля 1949 года - 75-й штурмовой авиационный Люблинский Краснознаменный корпус). 20 апреля 1956 года расформирован на аэродроме.
- 9-я гвардейская штурмовая авиационная Красноградская Краснознамённая ордена Суворова дивизия — штаб и управление дивизии (с апреля 1945 года по 11 мая 1945 года) в составе[1]:
  - 141-й гвардейский штурмовой авиационный полк (с апреля 1945 года по 11 мая 1945 года);
  - 144-й гвардейский штурмовой авиационный полк (с апреля 1945 года по 11 мая 1945 года);
  - 155-й гвардейский штурмовой авиационный полк (с апреля 1945 года по 11 мая 1945 года);
- 286-я истребительная авиационная Нежинская Краснознамённая ордена Суворова дивизия — штаб и управление дивизии (с мая 1945 года по июнь 1945 года) в составе[2]:
  - 165-й истребительный авиационный Варшавский ордена Суворова полк (с мая 1945 года по июнь 1945 года)[3];
  - 721-й истребительный авиационный Касторненский орденов Суворова и Александра Невского полк (с мая 1945 года по июнь 1945 года)[4];
  - 739-й истребительный авиационный Пражский Краснознамённый ордена Суворова полк (с мая 1945 года по июнь 1945 года)[5];
- 3-я гвардейская штурмовая авиационная Валдайско-Ковельская Краснознамённая ордена Суворова дивизия с 09.07.1945 по 18.05.1946 г., расформирована на аэродроме[6]:
  - 33-й гвардейский штурмовой авиационный полк (Ил-2, Ил-10, МиГ-15, с 09.07.1945 по 1954 г.);
  - 70-й гвардейский штурмовой авиационный полк (Ил-2, с 09.07.1945 по 18.05.1946 г., расформирован на аэродроме);
  - 71-й гвардейский штурмовой авиационный полк (Ил-2, с 09.07.1945 по 18.05.1946 г., расформирован на аэродроме).
- 559-й истребительный авиационный полк (с сентября 1956 года)
  - с 1960 года переименован в 559-й истребительно-бомбардировочный авиационный полк
  - с ноября 1976 года — 559-й авиационный полк истребителей-бомбардировщиков
  - с 1993 года — 559-й бомбардировочный авиационный полк.

Полк летал на самолетах МиГ-17 (1955—1964), Су-7Б (1964—1976), Су-7БМ (1964—1976), МиГ-27 (1976—1983), МиГ-27Д (1983—1988, 2 аэ), МиГ-27К (1982—1993) и Су-24М (с 1993).
- 34-й бомбардировочный авиационный Ташкентский Краснознаменный орденов Суворова и Кутузова полк (268-я бомбардировочная авиационная Гомельская ордена Кутузова дивизия, 80-й бомбардировочный авиационный корпус). Полк базировался с 1949 года по 1953 год, летал на самолетах Пе-2 (до 1951 года) и Ил-28 (с 1951 года). В июле 1953 года полк выведен из Германии на аэродром Кировабад Азербайджанской ССР.

## Современное состояние
В 2009 году на аэродроме полностью прекращены полеты.
В 2011 году большая часть аэродрома была застроена солнечными батареями для выработки электрической энергии. Общая площадь застройки составила 74 га, что позволило выйти на производимую мощностью в 40 МВт. Это построенный «солнечный парк» является крупнейшей солнечной электростанцией в Германии.